# Thé en Irlande

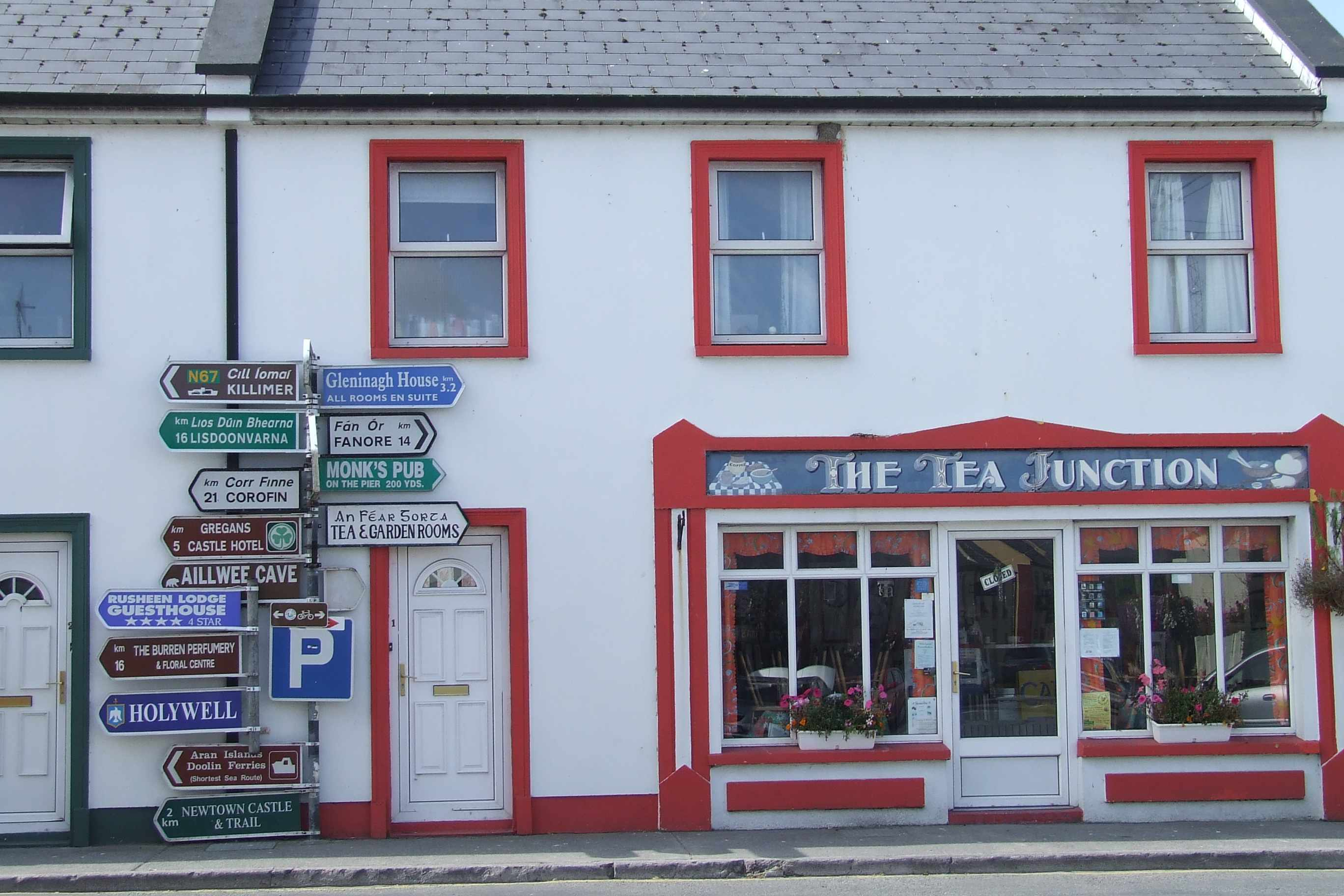
Un café Irlandais, The Tea Junction.

Le thé en Irlande est une tradition et l'Irlande est depuis longtemps l'un des pays ayant la plus grande consommation par habitant de thé du monde. Il se démocratise dans les années 1830 et devient rapidement très populaire malgré l'opposition des autorités religieuses britanniques. Pendant la Seconde Guerre mondiale, le Royaume-Uni coupe les importations via Londres, et l'Irlande crée des liens commerciaux avec des pays producteurs : d'abord l'Inde, puis rapidement les pays de l'Afrique de l'Est.
Si le mode de consommation du thé est très proche de celui du Royaume-Uni, on distingue quelques différences : le pays met beaucoup plus de lait dans son thé et s'appuie donc sur des thés beaucoup plus forts, que la dilution avec le lait ne rend pas insipides.

## Histoire
Le thé est d'abord considéré comme un produit de luxe, qui n'est bu que par les membres des classes sociales les plus aisées : il coûte en effet très cher, importé d'Inde via clipper. Le thé devient populaire dans les années 1660 au Royaume-Uni avant d'arriver en Irlande, et les plus anciennes théières irlandaises dont on a une trace écrite datent de 1720 : le thé fait donc son arrivée dans les classes supérieures du pays entre 1660 et 1720. La suppression des taxes de 1784 le rend progressivement accessible à toutes les familles : dans les années 1830, il est bu quotidiennement par les classes moyennes partout dans le pays.
Pendant la Grande Famine en Irlande, dans les années 1840, le quart de la population irlandaise meurt de faim en l'espace de cinq ans et un autre quart quitte le pays, essentiellement en direction des États-Unis. Le thé devient alors la boisson de prédilection des Irlandais : il tend à couper la faim et est souvent le seul aliment des familles irlandaises, avec du pain les bons jours. À la fin de la famine, le thé est à la fois un luxe et une nécessité : il n'apporte aucun bienfait nutritionnel, mais est apprécié pour son goût et l'énergie qu'il apporte. En l'absence de nourriture suffisante, les hommes tendent à manger le pain pour pouvoir travailler de longues heures. Les enfants suivent pour consommer le lait et les légumes disponibles. La mère de famille, elle, se contente souvent de thé, n'étant ni enfant, ni source de revenus.
Le bureau des lunatiques (en), qui étudie les maladies mentales en Irlande, remet un rapport en 1894, suggérant que le haut taux de folie parmi les Irlandaises serait dû à un excès de thé de mauvaise qualité ayant infusé trop longtemps. Les Irlandais reçoivent en effet les restes de feuilles de thé dont les Anglais n'ont pas voulu à Londres, généralement de très mauvaise qualité et très fades, ce qui pousse les buveurs à les laisser plus longtemps à préparer. Ils boivent essentiellement du thé d'Assam, le thé Darjeeling étant considéré trop léger. Le thé vert est inexistant en Irlande. Les autorités religieuses britanniques s'opposent fermement à cette consommation, s'inquiétant que le temps passé à boire du thé ne soit pas passé à travailler et estimant que la consommation de thé pourrait être addictive. Ils distribuent des pamphlets expliquant aux maîtresses de maison qu'il faut cesser de gâcher de l'argent pour une boisson sans apport nutritif - en vain. Le New York Times publie un article présentant le thé comme une addiction plus dangereuse que l'alcoolisme en Irlande.
Le 27 août 1933, Éamon de Valera suggère lors d'un discours à Ennis que la population peut aider à réduire les importations de thé britannique en buvant du lait et de la bière légère à la place. Le thé est par ailleurs utilisé à de nombreuses fins. Il sert à polir l'acajou, à nettoyer les parapluies, ou, froid, à reposer les yeux enflammés des chiens. Bu, il cache le goût des laxatifs, donne du goût à certains plats et peut être bu « noir » pendant le jeune du carême.
Au début de la Seconde Guerre mondiale, l'Irlande est le troisième pays consommant le plus de thé par personne, important 11 000 tonnes de thé chaque année via Londres et consommant en moyenne 2,5 onces (environ 70 grammes) par personne et par semaine. Le thé est essentiellement importé via Londres et vendu à 90 % en vrac par des marchands qui le vendent au volume plutôt qu'au poids.
Pendant la guerre, les autorités britanniques limitent les importations de thé depuis l'Irlande, qui se retrouve privée de 75 % de son volume de thé habituel en provenance d'Inde et du Sri Lanka,. Le ministre Seán Lemass crée une agence d'import, Tea Importers Ltd, et un énorme entrepôt sur les docks de Dublin, capable de conserver deux ans de réserves de thé pour le pays entier. Il insiste pour que les marchands de thé ne passent plus par d'autres pays européens, mais traitent directement avec les pays producteurs. Ils travaillent d'abord avec l'Inde, concevant l'Irish breakfast (en), un thé d'Assam mélangé à du Ceylan plus léger. Juste après Noël 1941, le gouvernement annonce devoir annuler la dernière augmentation du rationnement, qui permettait à chaque Irlandais de recevoir 28 g (une once) de thé par semaine, divisant la quantité par deux à partir de janvier 1942. En effet, Tea Importers a acheté une grande quantité de thé à Calcutta pour la faire passer par le canal de Panama, mais seulement une petite partie de ce thé arrive à bon port ; l'entrée en guerre des États-Unis empêche de continuer cet approvisionnement. Les restrictions durent jusqu'en 1945 et la régulation des prix en 1952.
Après quelques voyages, les marchands irlandais découvrent que le thé d'Afrique de l'Est est beaucoup plus fort que le thé indien passant par le Royaume-Uni. Ils créent alors des relations commerciales solides avec des pays d'Afrique de l'Est et en particulier avec le Kenya, qui devient leur plus grand fournisseur, puis avec le Rwanda. L'entreprise Barry's Tea, fondée en 1901 à Cork, utilise du thé africain dès 1960.
Le thé en sachet commence à se démocratiser dans les années 1970 avec le lancement des sachets ronds de la marque Lyons. Au début du XXIe siècle, le gouvernement irlandais soutient différentes initiatives liées à la santé des habitants, ce qui cause une croissance plus rapide des thés verts et infusions par rapport au thé noir historique, qui reste largement en tête des ventes.

## Consommation

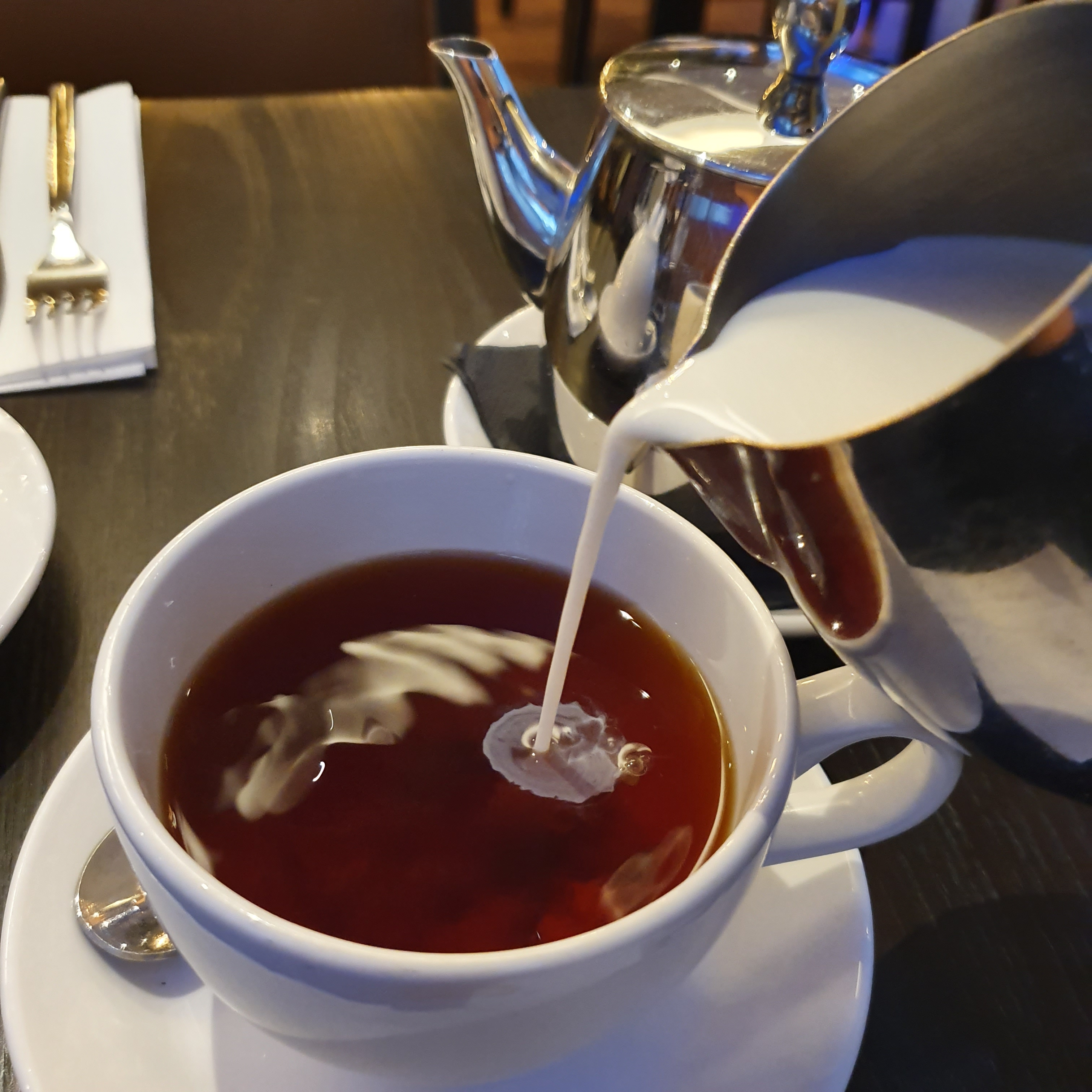
Les Irlandais ajoutent du lait à leur thé, un thé noir très fort.

### Préparation
Bien que largement semblable à la culture du thé anglaise, celle de l'Irlande s'en distingue par certains éléments, en particulier leur tendance à mettre beaucoup de lait dans le thé.
L’eau est d’abord mise à bouillir à partir d’eau froide. On dispose une cuiller de feuilles de thé par personne au fond d'un pot sec et tiède, de préférence en céramique, puis on verse l'eau bouillante. L’infusion dure 5 minutes. Pendant ce temps, la théière doit être couverte d'un morceau de tissu. Le lait est ajouté dans la tasse, juste avant la dégustation.
L'Elevenish (« à peu près onze ») est un thé servi en fin de matinée, vers onze heures, au travail ou à la maison.

### Ustensiles
Tout événement ne serait-ce que légèrement formel requiert des tasses et soucoupes plutôt qu’un mug, utilisé pour la consommation quotidienne.

En 1884, la Belleek Pottery est fondée à Belleek, un village frontalier entre l’Irlande du Nord et la république d’Irlande. La fabrique se spécialise rapidement dans la céramique Parian ware, qui se caractérise par son biscuit imitant la texture du marbre et son utilisation importante de fritte.

Céramique de Belleek Pottery
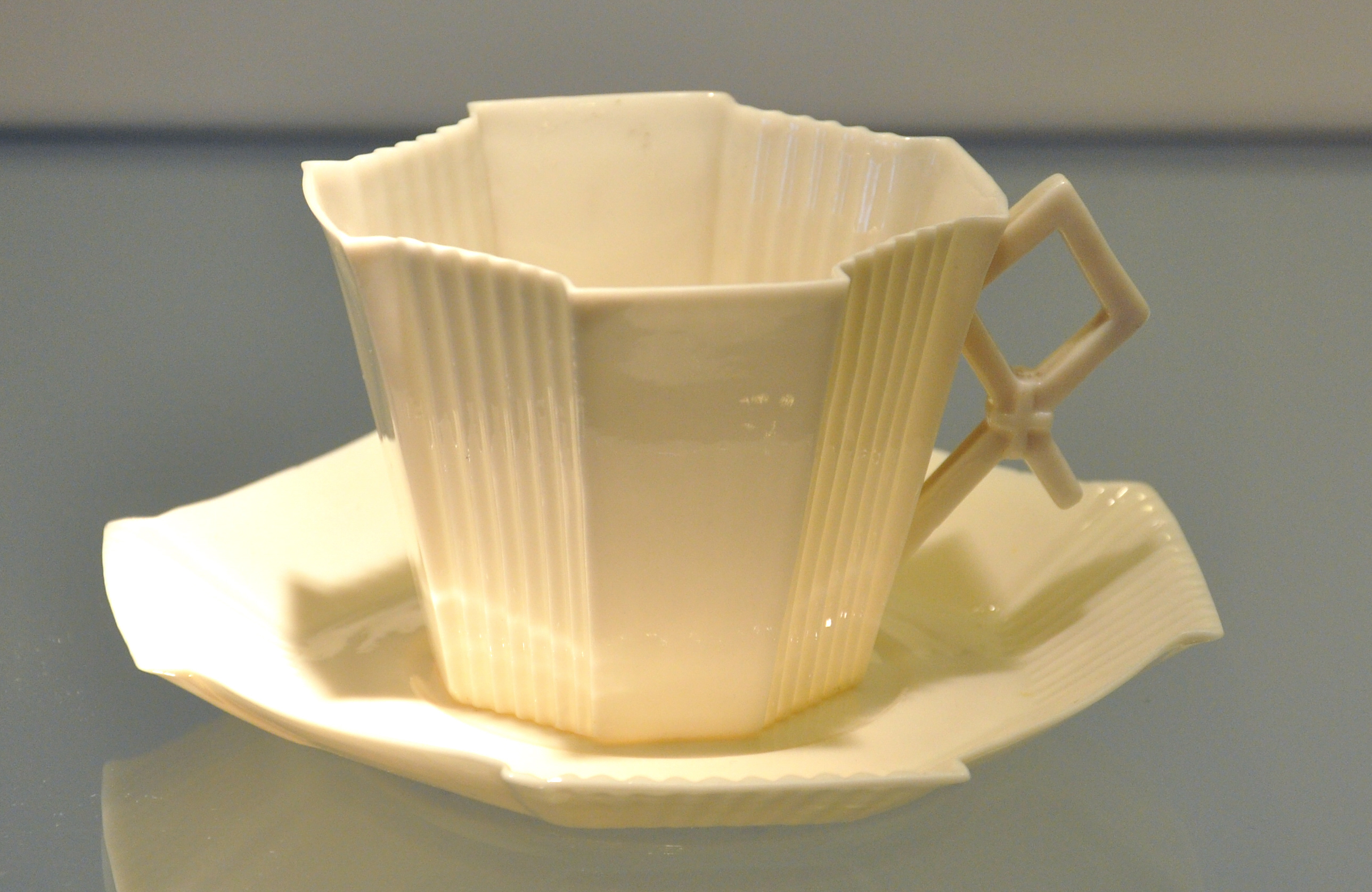
Tasse et soucoupe de Belleek Pottery, ca. 1925
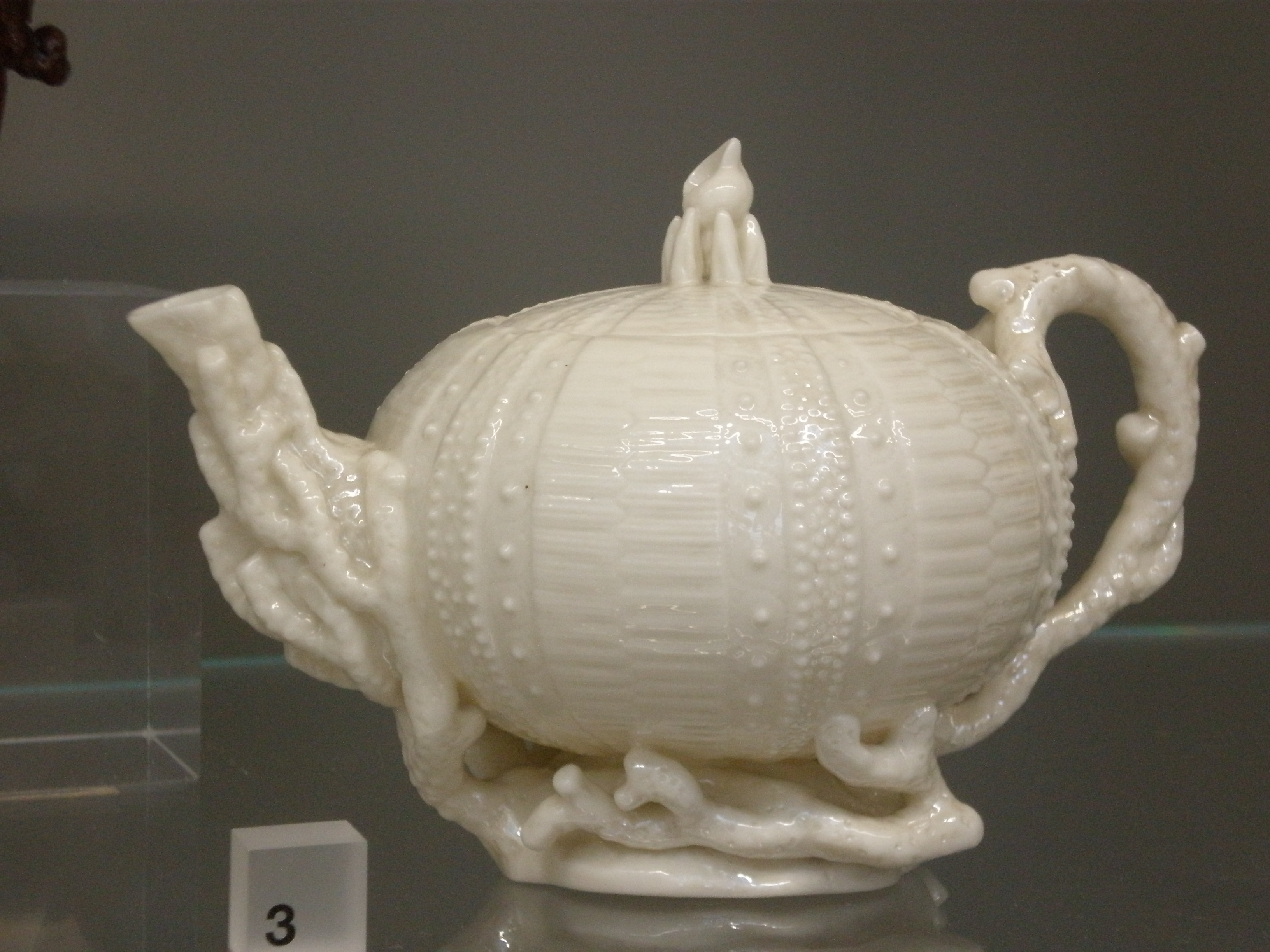
Théière de la gamme Echinus, par Belleek Pottery, 1869-82.
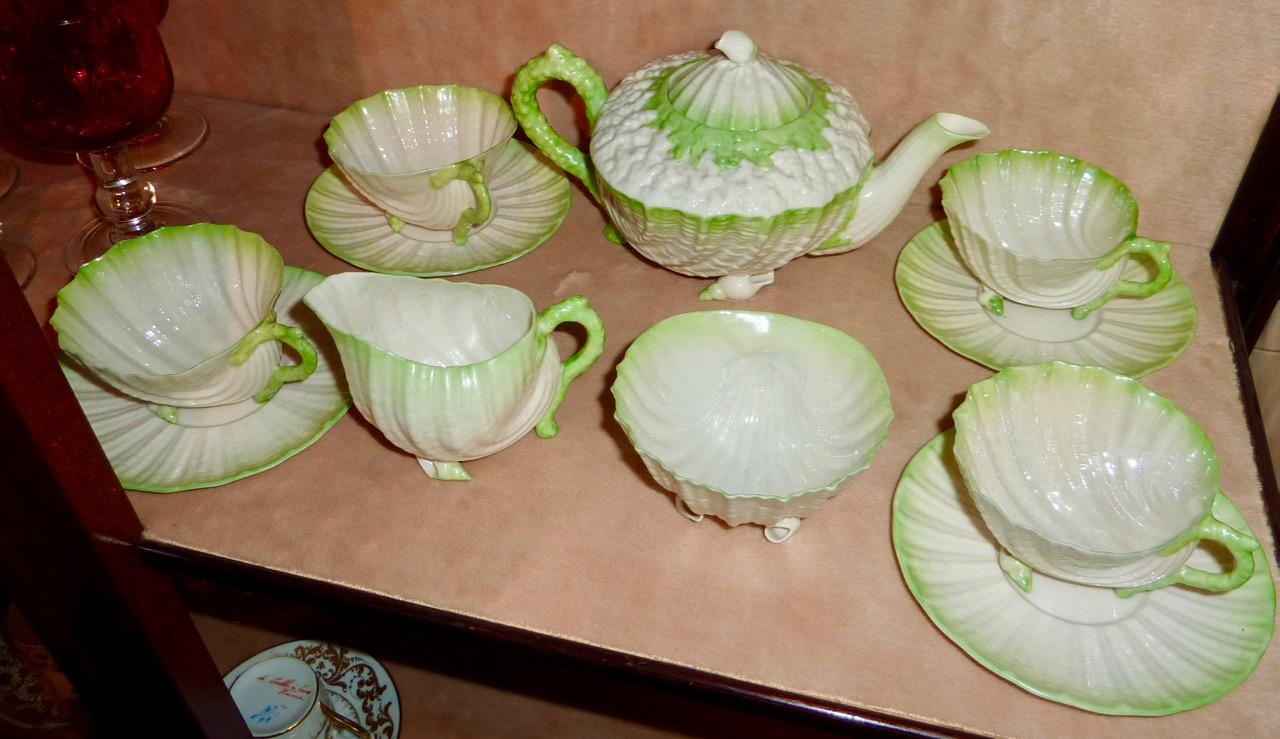
Service à thé vert Neptune de la Belleek Pottery, ca. 1891-1926.

### Risque sanitaire
Alors que le thé est globalement une boisson avec des effets positifs sur la santé, le cas de l'Irlande est particulier en raison de la qualité de l'eau potable du pays. En effet, l'eau potable est complémentée en fluor. Le thé ayant tendance à augmenter l'assimilation du fluor, la plupart des thés noirs irlandais sont, au niveau de la consommation nationale moyenne de thé, nocifs pour la population.

## Demande
L'Irlande consomme 2,7 à 4 kilogrammes de thé par personne et par an. En 2014, cette consommation en fait le deuxième pays qui boit le plus de thé par personne au monde, derrière la Turquie.
L'Irlande consomme peu de thés indiens ou sri lankais, considérés comme fades. Le thé Earl Grey n'est pas non plus populaire, son odeur de bergamote étant considérée trop forte. Les thés noirs les plus forts sont préférés, parce qu'ils conservent leur goût même mélangés à du lait.
Le thé noir, encore largement majoritaire, tend à décroître au profit de thés plus réputés pour leurs bienfaits sur la santé. Il reste cependant le favori des personnes les plus âgées, dont le nombre augmente plus vite en Irlande que partout ailleurs en Europe.
Le thé est généralement bu en sachet : il compose 75 % de la consommation irlandaise, le reste étant composé de thé en vrac. Tous les vendeurs irlandais de thés utilisent des petites quantités de plastique dans la confection des sachets afin de les aider à garder leur forme à haute température.

## Commerce

### Importation
L'intégralité du thé consommé en Irlande est importée. Les thés les plus populaires sont kényans ou rwandais, parfois mélangés à du thé d'Assam. Lyons importe du thé kényan, sri lankais et de l'Assam. Barry's importe 90 % de thé de l'Afrique de l'Est et le reste de l'Inde.
Au Rwanda, le thé est presque inexistant à l'arrivée des Irlandais en fin de Seconde Guerre mondiale. Les Irlandais investissent la Vallée du Grand Rift, dont le climat s'accorde parfaitement avec la culture du thé ; ils encouragent la production de thé par la méthode CTC, moins raffinée mais beaucoup plus forte que le thé obtenu par le procédé orthodoxe.

### Marques commerciales
Tea Importers Ltd, l'agence gouvernementale d'import de thé créée par le gouvernement pendant la Seconde Guerre mondiale, est privatisée dans les années 1950 et deviendra plus tard l'Anglo Irish Bank Corporation (en), une banque qui ne s'occupe plus du commerce du thé.
Les deux marques commerciales de thé les plus populaires en Irlande sont Barry's, fondée en 1901 à Cork, et Lyons, fondée en 1902 à Dublin. Dans les années 1950, il existe plus de cinquante marques commerciales. Lyons est la première marque à se doter d'une véritable stratégie publicitaire et grandit très rapidement dans les années 1960. Quelques années plus tard, Barry's naît à Cork et se fait connaître avec son gold label (« certification or »). Barry's est une marque indépendante tandis que Lyons, basée à Dublin, appartient au groupe Unilever depuis 1996. Barry's et Lyons jouent sur leur identité irlandaise et sur leur impact positif sur la société locale ; en 2018 et 2019, les deux marques soutiennent des campagnes associatives de prévention du suicide (en).
Une troisième marque irlandaise, moins populaire, est Bewley's.
Dans les années 2010, des boutiques plus haut de gamme comme House of Tea, installée à Dublin, se font connaître et gagnent rapidement en ampleur.
| Marque       | 1996 (estimé) | 2014 | 2019     |
| ------------ | ------------- | ---- | -------- |
| Barry's      | 28-30 %       | 27 % | En tête  |
| Bewley's     | 5 %           | 7 %  |          |
| Lipton       | 5 %           |      |          |
| Lyons        | 56 %          | 36 % | Deuxième |
| Punjana (en) |               | 4 %  |          |
| Rob Roberts  |               | 3 %  |          |
| Tetley       |               | 6 %  |          |

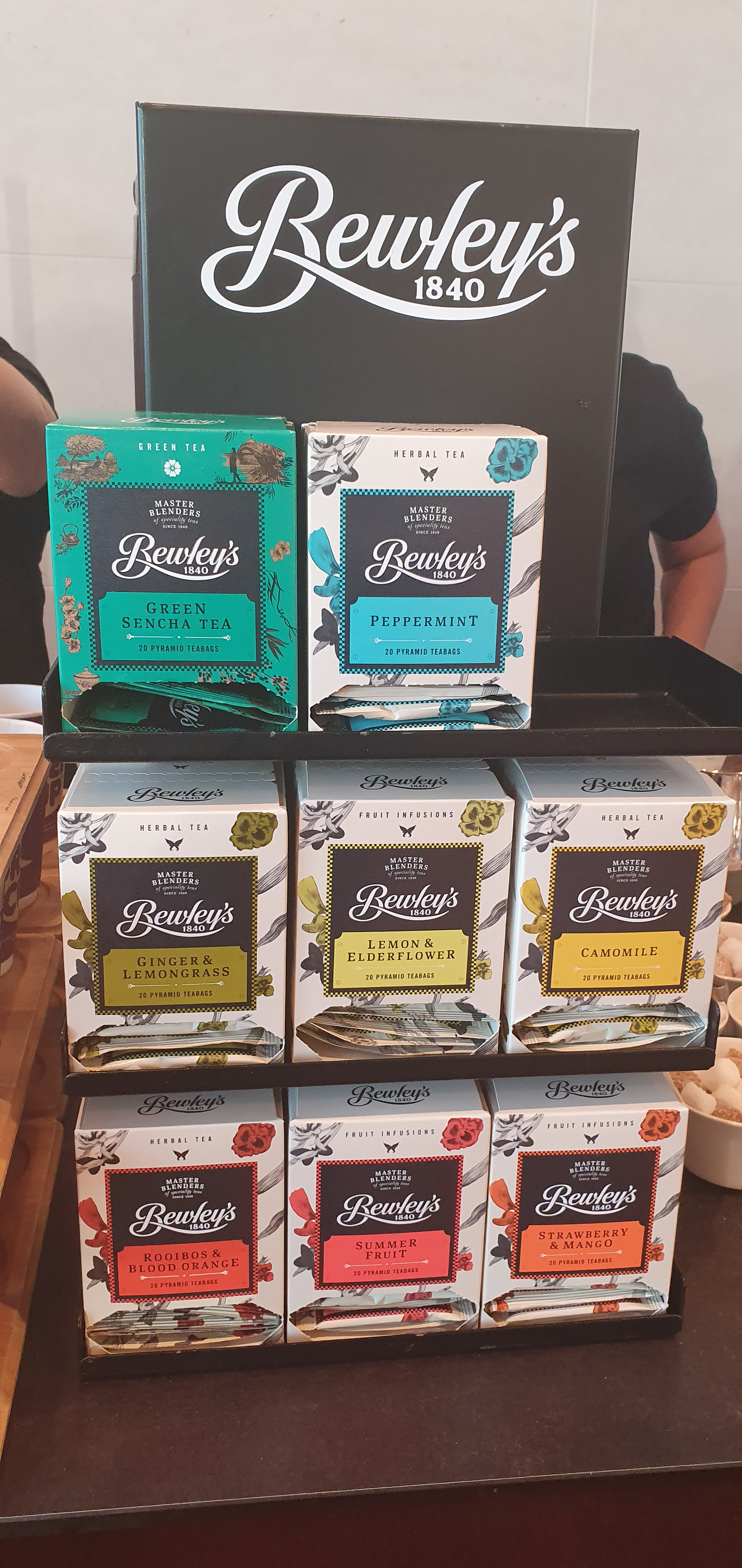
Présentoir à thés Bewley's.
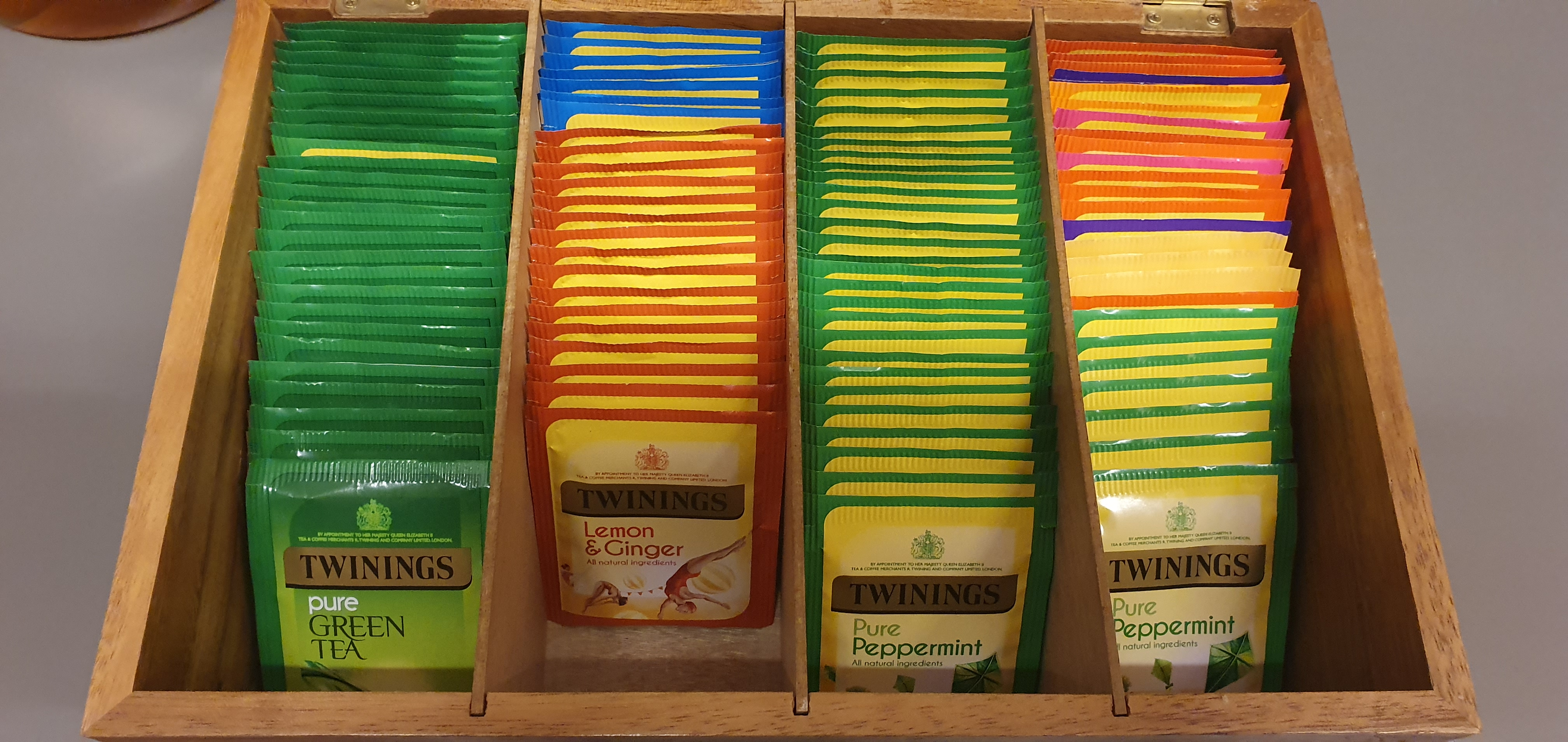
Assortiment de thés Twinings.
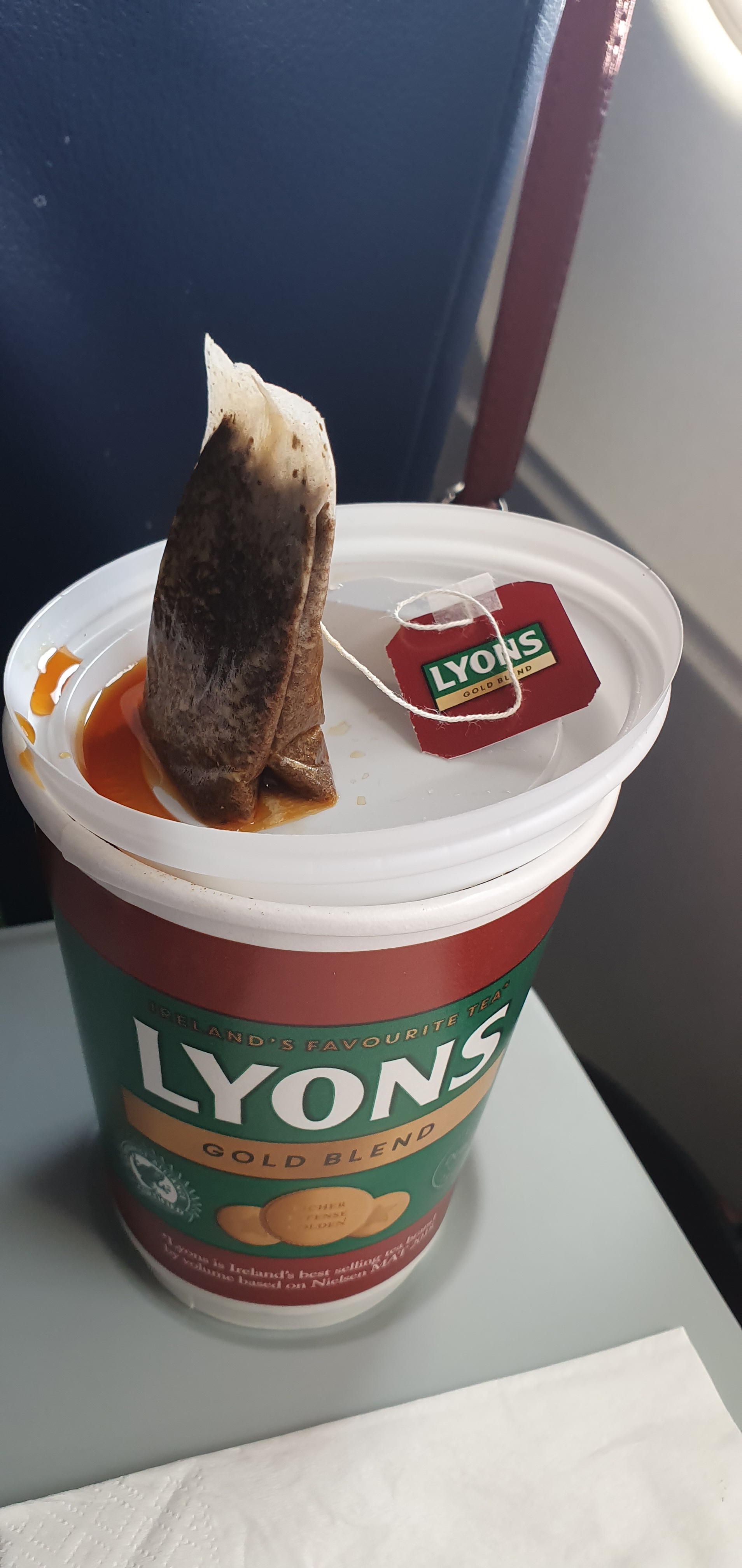
Sachet de thé et gobelet Lyons.

## Représentations dans la culture

### Place dans la vie quotidienne
Les Irlandais consomment du thé quotidiennement et à toute heure de la journée.
Une tradition veut que les familles soient loyales à une marque commerciale irlandaise, soit Lyons, soit Barry’s : de nombreux foyers mentionnent cette rivalité et moquent les amateurs de la marque concurrente.